# 沃日拉尔站
沃日拉尔站（法語：Vaugirard）是巴黎地鐵的一個車站，位於巴黎十五區。沃日拉尔站開通於1910年11月5日，最初是南北公司A線的車站，後改為巴黎地鐵12號線的車站。車站名稱取自於沃日拉爾路。車站內有兩個商店。

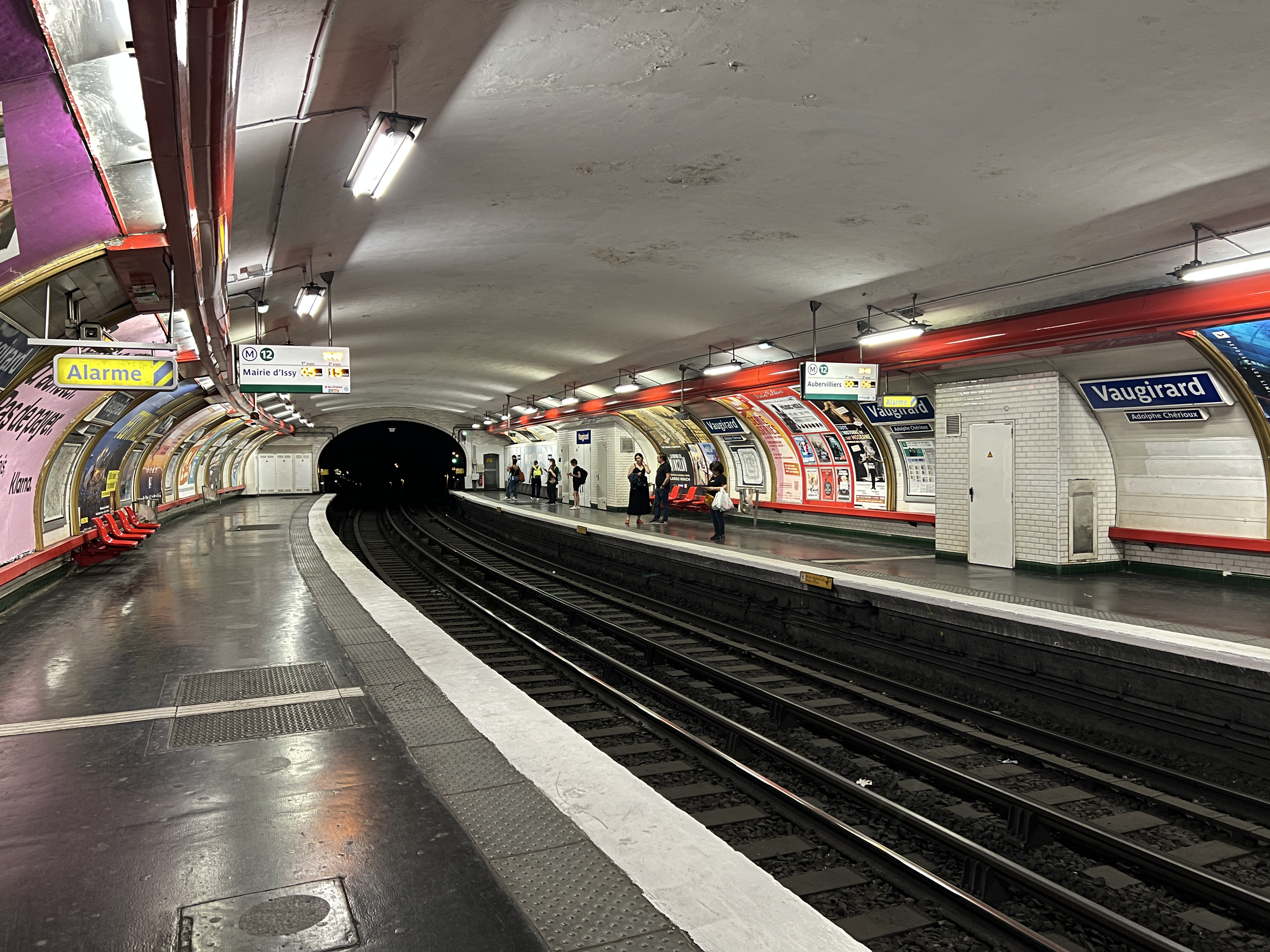
月台（2022年7月）

## 車站結構
| 街道層     |                    |                              |
| B1         | 夾層               |                              |
| 12號線月台 | 側式月台，右側開門 | 側式月台，右側開門           |
| 12號線月台 | 南行               | 往伊西市政府（國民公會）     |
| 12號線月台 | 北行               | 往欧贝维利耶市政府（志願者） |
| 12號線月台 | 側式月台，右側開門 |                              |